# Biblioteket Rentemestervej
BIBLIOTEKET Rentemestervej er et lokalbibliotek, kulturhus og bydelsplads beliggende i Nordvest-kvarteret, København. Biblioteket blev indviet i 2011, mens forpladsen stod færdig i 2014.
BIBLIOTEKET er en fusion mellem halvdelen af de gamle lokale kulturhus samt de to tidligere filialbiblioteker for områderne Bispebjerg og Ørnevej. Derudover består det nye bibliotek af en tilbygning, der udvidede arealet for biblioteket til i alt 2.000 kvadratmeter.

## Arkitektur
BILBIOTEKET er som integreret bibliotek og kulturhus det første af sin slags i Danmark. Dette har givet bygningen plads til at også at huse blandt andet en café, en lokal tv- og radio-station, borgerservice samt kreative værksteder og mødelokaler.
Selve biblioteksinventaret består af tre afdelinger: Børnebiblioteket med grønt og hvidt klatrelandskab; det sølvfarvede ungdomsbibliotek; og biblioteket for voksne, der er indrettet som en cigarkasse med reoler i lyst tre og mørke læderlænestole.
Facaden beklædt med gyldenfarvet strækmetal og er designet som en stak gigantiske, forskudte bøger.